# میتسوکا لایک
میتسوکا لایک (به انگلیسی: Mitsuoka Like) یک خودرو پنج در هاچ بک الکتریکی با پلتفرم مشترک با پژو یون، سیتروئن سی۰ و میتسوبیشی آی-می‌ئی‌وی است که از سال ۲۰۱۰ تا ۲۰۱۲ توسط خودروساز میتسوکا تولید شده‌است. طول آن در حالت طبیعی ۳٬۵۷۰ میلیمتر (۱۴۰٫۶ اینچ)، عرض آن در حالت طبیعی ۱٬۴۷۵ میلیمتر (۵۸٫۱ اینچ)، ارتفاع آن در حالت طبیعی ۱٬۶۱۰ میلیمتر (۶۳٫۴ اینچ) و وزن آن در حالت طبیعی ۱٬۱۲۰ کیلوگرم (۲٬۴۶۹ پوند) است. این خودرو با موتور الکتریکی حرکت می‌کند.

## میتسوکا لایک ۳
در حال میتسوکا لیک ۳ توسط این شرکت معرفی شده‌است که با یک تغییر کاربری اساسی رو به رو شده‌ایم. لایک۳ دیگر یک هاچ بک نیست بلکه یک سه چرخهٔ باربری است که کاربردهایی مانند استفاده در زمین گلف، جا به جایی بارهای کم وزن و… دارد. این سه چرخه نیز برقی است و از این نظر ادامه دهنده راه نسخه اولیه است.